# NGC 3079
NGC 3079 este o galaxie seyfert de tip 2⁠(d) situată în constelația Ursa Mare. A fost descoperită în 1 aprilie 1790 de către William Herschel. Se află la o distanță de 20,61 de megaparseci de Pământ.